# Маріца Аррібас Робайна
Маріца Аррібас Робайна (ісп. Maritza Arribas Robaina; (2 лютого 1971) — кубинська шахістка та шаховий тренер (має титул Тренер ФІДЕ від 2010 року), гросмейстер серед жінок від 1999 року.
Її рейтинг станом на січень 2016 року — 2333 (144-е місце у світі, 2-е серед шахісток Куби).

## Шахова кар'єра
Із кінця 80-х років XX століття Маріца Аррібас Робайна є однією із найсильніших кубинських шахісток. Від 1988 до 2014 року 13 разів представляла Кубу на шахових олімпіадах (за виключенням Шахової олімпіади 1992), проте не виграла на цих змаганнях жодної медалі. Неодноразово вигравала медалі індивідуальної першості країни; у тому числі 7 разів виграла першість у 2001, 2002, 2003, 2004, 2007, 2008 i 2009 роках та срібло у 2010 році.
У 1988—1990 роках тричі стартувала на першості світу серед юніорок до 20 років. Тричі вигравала медалі індивідуальної першості Панамериканського чемпіонату серед жінок — золоту в Мериді у 2000 році, та дві бронзові — у Сан-Феліпе у 1999 році та у Сан-Сальвадорі у 2008 році. У 2001 році в Мериді виграла срібну медаль; а в 2003 році в Сан-Кристобалі, в 2011 році в Ґуаякілі та в 2014 році у Вілья-Мартельї бронзовим призером чемпіонату Америки з шахів. Двічі — у 2000 році у Валенсії та у 2007 в Санто-Домінго вигравала міжзональні турніри. Маріца Робайна 6 разів виступала в розігруваних за олімпійською системою турнірів на першість світу серед жінок. У 2000 році в І раунді перемогла Ганну Затонських, а в II раунді поступилась Юлії Дьоміній. У 2001 році у І раунді Маріца Робайна поступилась Пен Джаоцинь. У 2004 році у І раунді поступилась Ірині Круш. У 2006 році у І раунді зарахована технічна перемога над Джу Чен, а в II раунді кубинка поступилась Ніно Хурцидзе. У 2008 році Маріца Робайна у І раунді поступилась Хоанг Тхань Чанг. У 2012 році кубинська шахістка у І раунді переграла Белу Хотенашвілі, а в II раунді поступилась Марії Музичук.
Найвищого рейтингу Маріца Робайна досягла 1 липня 2003 року, і з результатом 2366 поділяла 75-76 місця у рейтингу ФІДЕ, займаючи одночасно 1 місце серед кубинських шахісток.

## Заяви для преси
У 2012 році Маріца Робайна та ще одна кубинська шахістка, яка також є членом збірної Куби з шахів, у інтерв'ю іспанській пресі зазначили, що в підготовці до змагань вони відчувають певні труднощі, такі як брак виступів на міжнародній арені та доступу до Інтернету, що заважає кубинським шахістам повноцінно тренуватись та готуватись до шахових турнірів.